# Kronkejsarfoting
Kronkejsarfoting (Enantiulus nanus) är en mångfotingart som först beskrevs av Robert Latzel 1884.  Kronkejsarfoting ingår i släktet Enantiulus och familjen kejsardubbelfotingar. Arten är reproducerande i Sverige. Inga underarter finns listade i Catalogue of Life.